# Francisco Bustamante
Francisco Bustamante (* 29. Dezember 1963) ist ein philippinischer Poolbillardspieler.

## Leben
Sein erster großer Erfolg war der Sieg bei den World Pool Masters 1998. Ein Jahr später schaffte er es bis ins Halbfinale der 9-Ball WM, wo er jedoch gegen seinen Landsmann und späteren Sieger Efren Reyes verlor. 2002 schaffte er es gar bis ins Finale der 9-Ball WM, verlor jedoch mit 17:15 gegen Earl Strickland, nachdem er im Jahr zuvor zum zweiten Mal das World Pool Masters gewonnen hatte. 
Nach 2002 hat er unter anderem noch bei den ESPN Sudden Death 7-Ball-Turnier und – gemeinsam mit Efren Reyes als Team Philippinen – den World Cup of Pool 2006 und 2009 gewonnen. Auch bei den großen Turnieren erzielte er weiterhin gute Platzierungen; unter anderem erreichte er 2005 bei der 8-Ball WM und den US Open im 9-Ball einen Platz im Halbfinale.
2008 verpasste er erneut seinen ersten Sieg bei einer Weltmeisterschaft, als er im Finale der 14 und 1-WM gegen Niels Feijen verlor. Erstmals Weltmeister wurde er schließlich zwei Jahre später, als er in Doha die WPA-9-Ball-Weltmeisterschaft 2010 mit 13:7 gegen Kuo Po-cheng gewann.
1994 und 1995 wurde Bustamante Deutscher Einzel-Meister im 9-Ball.

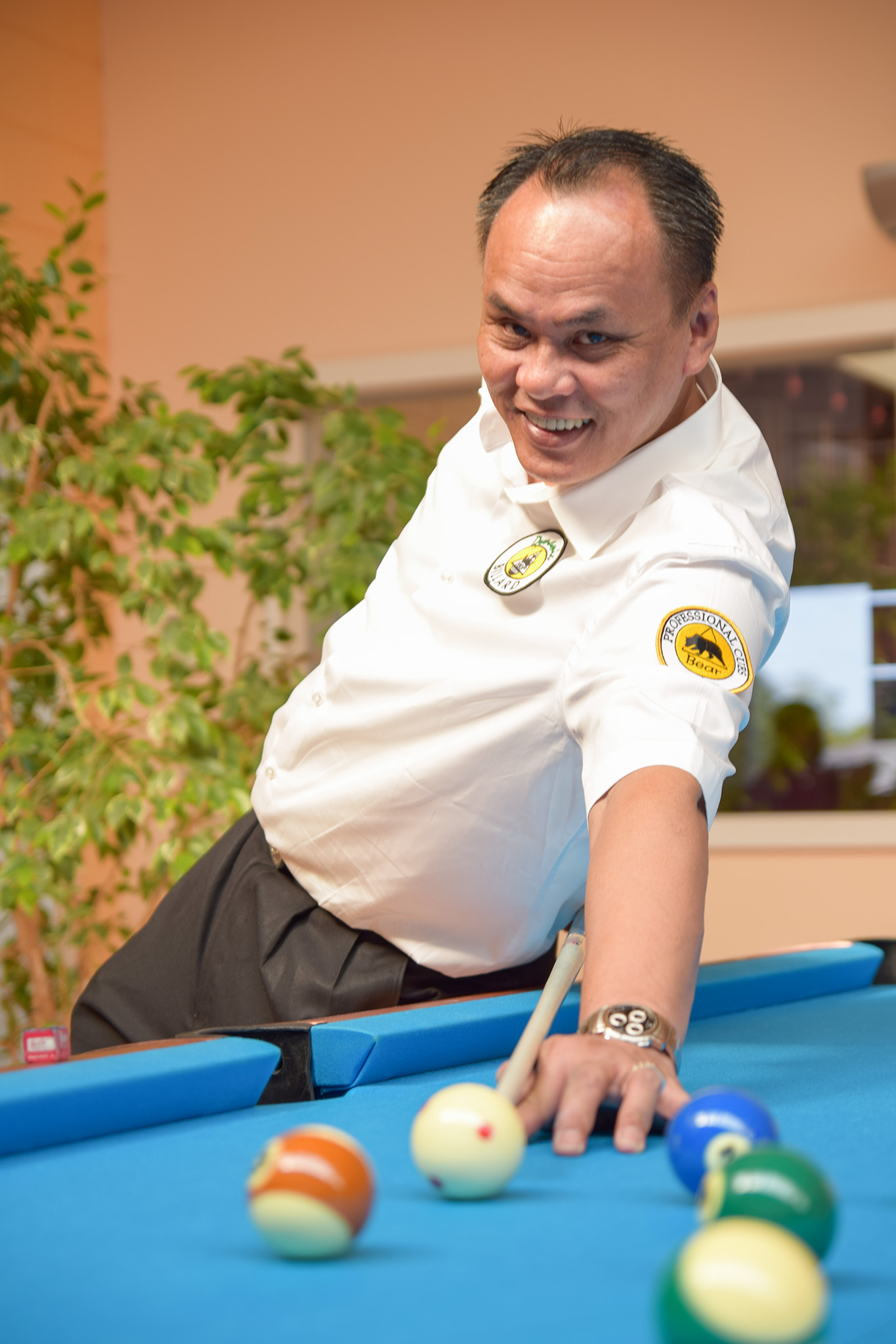

Seit 2010 ist er Mitglied der Hall of Fame des Billiard Congress of America.